# ツェントロソユーズ
ツェントロソユーズ（ロシア語: Центросоюз、ラテン文字転写の例：Tsentrosoyuz）は、ロシアの首都モスクワにある政府庁舎。1933年ル・コルビュジエとニコライ・コリィの設計による。
ツェントロソユーズとは、旧ソ連消費者協同組合中央同盟のこと。現在ではロシア連邦政府国家統計委員会（Госкомстат、Goskomstat、ゴスコムスタート）が入っている。
1929年建設計画案が策定された。建設は開始早々、第一次五カ年計画に起因する材料不足に直面した。ツェントロソユーズの建物は、3500人を収容するオフィス棟と、レストラン、講堂、劇場、その他の機能を有するユニバーサル・ホール棟による建築アンサンブルである。建物は鉄筋コンクリートによる構造で、カフカス産の赤い凝灰岩が外観の特徴を形成し、この厚さ16インチの凝灰岩は断熱材としてモスクワの冬の寒さを遮断する機能も有している。